# ザナドゥ (タイタン)
ザナドゥ（英: Xanadu）は、土星の衛星タイタンの赤道近くの大きな高アルベド地形の地名である。

## 発見
ザナドゥは1994年にハッブル宇宙望遠鏡による地球からの赤外線の観測によって発見された地形である。2004年に土星に到着したカッシーニ探査機により、初めてその詳細が明らかとなった。
ザナドゥの名称はイギリスの詩人サミュエル・テイラー・コールリッジの詩『クーブラ・カーン』に歓楽の都として描かれた、元の陪都上都（ザナドゥ）に由来する。

## 地形
ザナドゥの広さは直径約3400kmで、オーストラリア大陸とほぼ同じである。ハッブル宇宙望遠鏡の観測データでは、ザナドゥは周辺の暗い低地とみられる領域と違って、水の氷のような高い反射率の物質で出来た台地であろうということが示されていた。なお当初は、暗い低地についてはそのくっきりしたコントラストから炭化水素の海であると信じられていたが、これは現在では平野であると考えられている。
カッシーニ探査機が2004年10月と12月に接近して撮影した画像では、ザナドゥ西部の複雑なアルベドのパターンが明らかになった。研究者の間ではこの複雑なパターンがどのように形成されたか議論となっているが、地殻のテクトニクスといった説が挙げられている。その証拠として、ザナドゥ西部には十字状の巨大な地形が存在している。また西の暗い低地であるシャングリラとの境界部も注目されている。くっきりした境界線は、明るい地形を暗い物質が湾のように形作っていることを示唆している。
また、カッシーニが撮影したレーダーによる画像では、ザナドゥに丘陵や河川、谷とみられる地形が示されている。こうした地形は、液体のメタンやエタンに侵食された水の氷により形作られているのではないかとみられている。 水の氷は、タイタンの地表の気圧と温度では、岩石のように振る舞う。